# Eremastrella crystallifera
Eremastrella crystallifera är en lavart som först beskrevs av Taylor, och fick sitt nu gällande namn av Gotth. Schneid. Eremastrella crystallifera ingår i släktet Eremastrella och familjen Psoraceae.   Inga underarter finns listade i Catalogue of Life.